# Ásámština

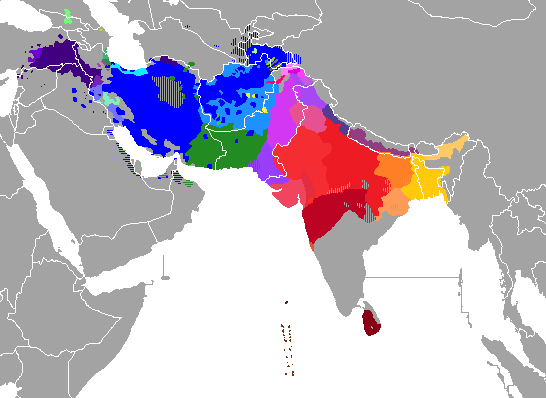

Indický stát Ásám

Ásámština (ásámsky vyslovováno „ochomija“) je jazyk patřící do indoíránské skupiny indoevropské jazykové rodiny. Mluví se jím v indickém spolkovém státě Ásám, jehož je oficiálním jazykem, v části státu Arunáčalpradéš a částečně v dalších severoindických státech. Malé množství lidí ho dále používá v Bhútánu a v Bangladéši, emigranti z Ásámu jej s sebou přinesli do různých částí světa. Jedná se o nejvýchodnější indoíránský jazyk. Počet mluvčích tohoto jazyka je odhadován asi na 20 milionů. Píše se bengálským písmem s odlišným zápisem hlásky „r“. Jako jediný z indoárijských jazyků nemá ásámština opozici fonémů dentálních a retroflexních (cerebrálních).

## Příklady

### Číslovky
| Číslice | Ásámsky | Transliterace | Česky |
| ১       | এক      | ek            | jeden |
| ২       | দুই      | dui           | dva   |
| ৩       | তিনি      | tini          | tři   |
| ৪       | চাৰি      | sari          | čtyři |
| ৫       | পাঁচ      | pãs           | pět   |
| ৬       | ছয়      | soy           | šest  |
| ৭       | সাত      | xat           | sedm  |
| ৮       | আঠ      | ath           | osm   |
| ৯       | ন       | no            | devět |
| ১০      | দহ      | doh           | deset |

## Užitečné fráze
| Ásámsky                               | Česky                              |
| Ahok!                                 | Přijďte!                           |
| Nomosokar!                            | Ahoj!                              |
| Apünar bhalne?                        | Jak se máš?                        |
| Mür bhal, apünar kene?                | Mám se dobře, děkuji a ty?         |
| Apünak bohut din pisut log paisũ dei! | Po dlouhé době se s vámi setkávám. |
| Apünar namtü kinü?                    | Jak se jmenuješ?                   |
| Mür nam *Razu*.                       | Jmenuji se *Raju*.                 |
| Apüni körnü?                          | Odkud jsi?                         |
| Mei *Güahatir*.                       | Jsem z *Guwahati*.                 |
| Apünak log pai bhal lagil!            | Rád tě poznávám!                   |
| Apuni buzi payne?                     | Rozumíš?                           |
| Moi buzi paũ.                         | Rozumím.                           |
| Moi buzi napaũ.                       | Nerozumím.                         |
| Õ / Nai                               | Ano / Ne                           |
| Höbo pare                             | Možná                              |
| Moi gom napaũ.                        | Nevím.                             |
| Apuni Iṅrazi koy neki?                | Mluvíš anglicky?                   |
| Apuni Oxomiya koy neki?               | Mluvíš ásámsky?                    |
| Olop olop                             | Trochu                             |
| Saũ                                   | Promiňte, nechte mě jít / uvidíme  |
| Eitü kiman loy?                       | Kolik to je?                       |
| Bea napabo.                           | Promiň / Nevadí                    |
| Dhoinnobad!                           | Děkuji!                            |
| Ekü nohoy.                            | Žádný problém.                     |
| Moi tümak bhal paũ.                   | Miluju tě.                         |

## Vzorový text

### Všeobecná deklarace lidských práv
| ásámsky     | জন্মগতভাৱে সকলো মানুহ মৰ্য্যদা আৰু অধিকাৰত সমান আৰু স্বতন্ত্ৰ। তেওঁলোকৰ বিবেক আছে, বুদ্ধি আছে। তেওঁলোকে প্ৰত্যেকে প্ৰেত্যেকক ভ্ৰাতৃভাৱে ব্যৱহাৰ কৰা উচিত।                                                            |
| transkripce | Zônmôgôtôbhawê xôkôlû manuh môrjyôda aru ôdhikarôt xôman aru sôtôntrô. Têû̃lûkôr bibêk asê, buddhi asê. Têû̃lûkê prôittêkê prôittêkôk bhratribhawê byôwôhar kôra usit. |
| česky       | Všichni lidé se rodí svobodní a sobě rovní co do důstojnosti a práv. Jsou nadáni rozumem a svědomím a mají spolu jednat v duchu bratrství.                           |